# Anacamptodes illaudata
Anacamptodes illaudata là một loài bướm đêm trong họ Geometridae.